# Tetramorium pilosum
Tetramorium pilosum är en myrart som beskrevs av Carlo Emery 1893. Tetramorium pilosum ingår i släktet Tetramorium och familjen myror. Inga underarter finns listade i Catalogue of Life.